# Liste der Baudenkmale in Alt Zachun
In der Liste der Baudenkmale in Alt Zachun sind alle Baudenkmale der Gemeinde Alt Zachun (Landkreis Ludwigslust-Parchim) und ihrer Ortsteile aufgelistet (Stand: August 2020).

## Alt Zachun
| ID | Lage        | Bezeichnung                         | Beschreibung | Bild                                |
| -- | ----------- | ----------------------------------- | ------------ | ----------------------------------- |
|    | Hauptstraße | Gedenkstein: Kriegerdenkmal 1914–18 |              | Gedenkstein: Kriegerdenkmal 1914–18 |